# Irányított energiájú fegyverek
Irányított energiájú fegyvereknek (Directed-Energy Weapon, DEW) azokat a harci eszközöket nevezzük, amelyek nagy mennyiségű energia irányított célba juttatására képesek az ellenség felszerelésének, létesítményeinek, élőerejének megsemmisítése céljából. Ezek a fegyverek sokáig csupán a fantázia birodalmában léteztek vagy a filmvásznon találkoztak velük az emberek. Például a Csillagok háborúja rohamosztagosainak lézerfegyverét jó ideig csak a képzelet szüleményének tartották. A 20. század technikai fejlődése azonban magával hozta, hogy ezek a fegyverek is a technikai fejlődés magas szintjére léphessenek.

## Történelmi előzményei
Már a mitológiai időkben is léteztek olyan legendák, amelyekben az istenek távolról különböző eszközökkel hatottak ellenségeikre. Ilyen volt például amikor Zeusz villámcsapások erejével büntette meg az ellene vétőket, Thor pedig a bumerángszerűen visszatérő harci kalapácsával küzdött az óriások ellen. Az ókorban élt Arkhimédész találmányai közé tartozott egy olyan gyújtó tükör, amellyel messziről fel tudta gyújtani az ellenséges hajókat.
Az első világháború után egy brit feltaláló Harry Grindell-Matthews egy pusztító sugárral (halál sugár) működő szerkezetet talált fel és próbált eladni a brit légügyi minisztériumnak, de mivel nem fedte fel a szerkezet titkát, annak hamarosan nyoma veszett. Grindell-Matthewst még életében a korai mobiltelefon feltalálójaként is említik, találmányai azonban feledésbe merültek.

## Megfogalmazása
Az irányított energiájú fegyvereknek, fegyverrendszereknek többféle megfogalmazása létezik. Az USA Védelmi Minisztériuma az irányított energia fogalmát a következőképpen határozza meg.
„Irányított energia (Directed Energy): olyan  technológiák  összefoglaló  elnevezése, amelyek a koncentrált elektromágneses, atomi, vagy szubatomi részecskék nyalábjainak hatását foglalják magukba.” Mivel ez a megfogalmazás nem teljes, és a különböző országokban el is térhet egymástól, attól függően, hogy mi tartozik az alárendelt fogalmak körébe, ezért a Magyarországon használatos megnevezés a következő.
Irányított energiájú fegyvernek nevezzük mindazon konstrukciókat, amelyek valamely energiafajtát a forrásból a céltárgyra irányítva és eljuttatva, abban fizikai, kémiai, biológiai vagy más hatások útján, átmeneti vagy tartós változást, befolyást, károsodást, akár pusztítást okozhatnak.

## Csoportosításuk a kisugárzott energia fajtája szerint
A kisugárzott energia fajtája meghatározza, hogy milyen területen lehet a fegyvereket használni.

### Akusztikus fegyverek
- Infrahang fegyver

Az infrahang fegyver alacsony frekvenciájú hanghullámokat használ, előnye, hogy az emberi fül számára nem hallható. A technológia hátránya, hogy működtetéséhez nagy energia szükséges. Használata során a célszemély mentális képességei csökkennek, előidézhet légzési nehézségeket, fejfájást, görcsöket vagy epilepsziás rohamot. A 7hz körüli infrahang akár belső sérüléseket is okozhat, mivel az emberi test saját rezgéseivel megegyező a rezgésszám.
Az infrahang minden szilárd anyagon áthatol, eszközökben nem tesz kárt, az élő erőt támadja meg. Az ellenük való aktív védekezés elsősorban a fegyverek felderítése, megrongálása, megsemmisítése. Passzív védekezésként hallásvédő eszközöket alkalmaznak. Másik módszer a tereptárgyak hangteljesítmény csökkentő képességének kihasználása.

### Rádiófrekvenciás fegyverek
A rádiófrekvenciás irányított energiájú fegyverek az akusztikus hullámoknál nagyobb tartományban hatnak, céljuk elérésére mikrohullámú energiákat használnak.

### Részecskefegyverek
A részecskefegyverek nagy energiájú szubatomi részecskék sugarával megrongálják a cél atomi és/vagy molekuláris szerkezetét.